# Edward H. Funston

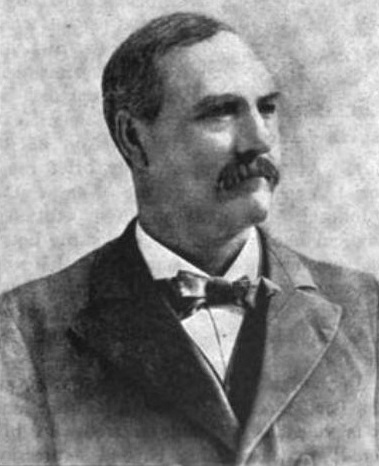
Edward H. Funston

Edward Hogue Funston (* 16. September 1836 bei New Carlisle, Ohio; † 10. September 1911 in Iola, Kansas) war ein US-amerikanischer Politiker. Zwischen 1884 und 1894 vertrat er den Bundesstaat Kansas im US-Repräsentantenhaus.

## Werdegang
Edward Funston besuchte die öffentlichen Schulen seiner Heimat und das Marietta College. Anschließend arbeitete er selbst für einige Zeit als Lehrer. Während des Bürgerkrieges war er Offizier in der Armee der Union. Dabei war er an den Feldzügen entlang des Mississippi beteiligt. Nach dem Krieg ließ er sich im Jahr 1867 auf einer Farm im Allen County in Kansas nieder.
Funston war Mitglied der Republikanischen Partei. Von 1873 bis 1876 war er Abgeordneter im Repräsentantenhaus von Kansas, im Jahr 1875 war er dessen Präsident. Zwischen 1880 und 1884 saß Funston auch im Staatssenat, dessen amtierender Präsident er im Jahr 1880 war. Nach dem Tod des Kongressabgeordneten Dudley C. Haskell wurde Funston zu dessen Nachfolger im Kongress gewählt. Dieses Mandat trat er am 21. März 1884 an. Nach vier Wiederwahlen konnte er zunächst bis zum 3. März 1893 im Kongress verbleiben. Bei den Wahlen des Jahres 1892 wurde er gegen den Demokraten Horace Ladd Moore erneut gewählt. Damit konnte er am 4. März 1893 eine weitere Legislaturperiode im Kongress beginnen. Moore legte aber gegen das Wahlergebnis Widerspruch ein. Als diesem stattgegeben wurde, musste Funston am 2. August 1894 sein Mandat an Moore abtreten. Im Kongress war Funston von 1889 bis 1891 Vorsitzender des Landwirtschaftsausschusses.
Nach dem Ende seiner politischen Tätigkeit in der Bundeshauptstadt widmete sich Funston wieder seinen privaten landwirtschaftlichen Angelegenheiten auf seiner Farm in Kansas. Er starb im September 1911 in Iola und wurde dort auch beigesetzt. Er war der Vater des späteren Generalmajors und Helden des Philippinisch-Amerikanischen Krieges, Frederick N. Funston.